# 愛德華·L·巴德
愛德華·勞倫斯·巴德（Edward Lawrence Bader，1874年6月8日—1927年1月29日）是一名美國政治家，曾經在咆哮的二十年代（1920年代）時擔任新澤西州大西洋城的市長，而當時城市作為一個度假好去處，可以說是處於受歡迎的高峰期。巴德因其對大西洋城建築業、運動和航空的貢獻而聞名。

## 早年
巴德在美國西費城的一個佔地80英畝的農場長大，他於1874年出生，父母是德國移民Daniel Bader和蘇格蘭移民Sarah Bader（娘家姓Boyle）。他有一名兄弟叫Harry Bader。
直到13歲時，他在Boon's Dam學校上學，不過他回憶說他逃過很多課堂。他在家庭農場裡做過許多雜務，並且他相信這些農村勞動可以幫他發展健壯的體格。他的家人無法負擔他的長遠教育，導致他在成年時支持大西洋城的增長教育發展。
巴德在離開學校後銷售報紙，然後替他父親的新承包業務工作，他在那裡駕駛著一個有六匹馬的車隊。他於1899年與Katherine Holvick結婚，並入讀大學。首先他就讀牙科學校，然後是獸醫學校，最後是賓夕凡尼亞大學的華頓商學院。
巴德本來打算在上大學的時候透過打欖球來賺錢，但是當他知道他必須在學校呆一年才能允許加入打欖球時，他便離開並加入了美國第一支職業欖球隊拉特羅布體育協會。巴德有5英尺10.5英寸（1.79米）高和195磅（88公斤）重，幫助拉特羅布贏得一項非官方的「美國錦標賽」。

## 早期生涯

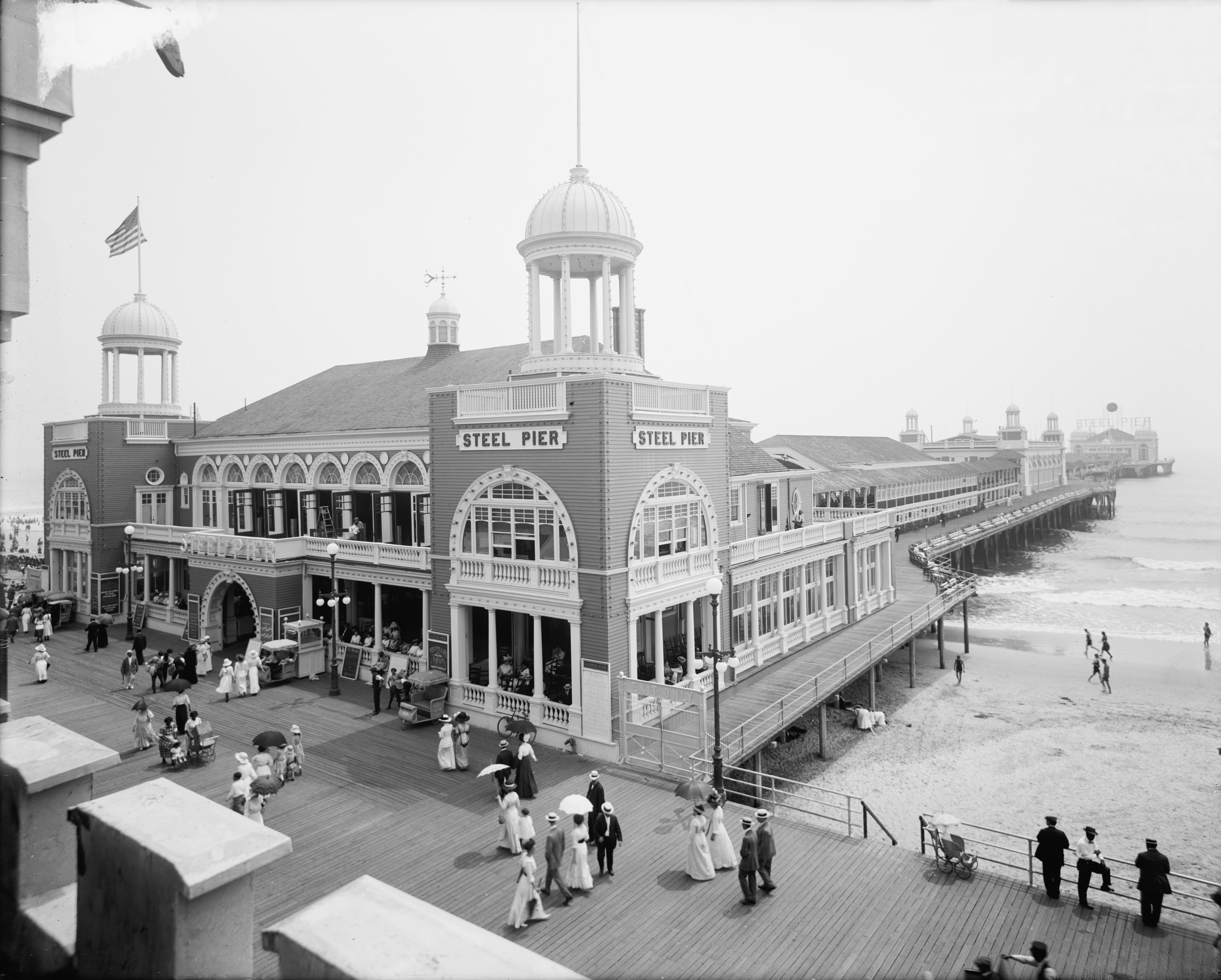
1910年至1920年之間的鋼鐵碼頭

與拉特羅布一起的一年後，巴德回到全職工作。他還為費城運動隊老闆康尼·梅克所經營的職業欖球隊打了一年球。他成為父親承包公司的管理人。1902年，他在大西洋城為他父親創立了垃圾收集業務。兩年後，他開始了自己的承包生意。
1904年，一場風暴沖毀了鋼鐵碼頭的一部分，許多的工程師表示它不能夠重建，但巴德和他的公司接受了重建它的挑戰。他在這項工作上的成功導致了他在大西洋城得到更多的工作。他的下一個主要項目是將大西洋城的Albany大道的五英里鋪到普萊森特維爾，而普萊森特維爾現在是Black Horse Pike道路的一部分。
接下來的幾年裡，巴德的承包生意在大西洋城和美國東岸的幾個項目中取得成功。作為一位活躍的共和黨黨員，他在政治上參與了當地的慈善事業，而且他是麋鹿仁愛保護會、駝鹿忠誠會、老鷹兄弟會和哥倫布騎士會的成員。他的妻子與他生了四名孩子，其中一名兒子是Daniel，Daniel後來成為大西洋城的城市委員。
巴德是一個熱衷運動的支持者。他組建籃球隊，組織了大西洋城的第一支職業欖球隊「the Blue Tornadoes」，並在北新罕布殊爾大道（North New Hampshire Avenue）擁有一間拳擊館。在有賭場贊助世界拳擊比賽之前，他會定期將世界級拳擊手帶到大西洋城去比賽。他與拳擊冠軍傑克·登普西建立了友誼，而且在1921年他被謠傳說他成為登普西的潛在經理。他成立了大西洋城高中樂隊並鼓勵高中的體育活動。

## 政治

會議廳

巴德的共和黨盟友，包括政治老大和敲詐販努基·強森，說服他在1920年競選城市委員。贏得他的席位後，他被同事委員選為市長。1924年，他連任了。
1920年，巴德被選為新澤西州大西洋城的市長。
巴德於1923年在大西洋城表示反對三K黨聚會。他還推動了城市居民組織一場選美比賽的想法，也就是美利堅小姐。
儘管許多人反對，他還是購買了成為城市的市政機場和高中欖球運動場的土地；這兩個地方後來都以他的名字命名為Bader Field，以紀念他。他於1923年領導計劃在阿伯尼（Albany）和大西洋大道（Atlantic Avenue）建設高中。1923年11月，巴德在大選期間發起了公民投票，而當時居民批准建設一個會議中心。該市通過了一項條例，批准發行150萬美元的債券，用於購買會議廳（現在的濱海大道會議中心）的土地，1924年9月30日落實。在他去世時正進行施工。
巴德於1924年7月14日在大西洋城的海灘上給泳客制定了禮儀法律。女性被允許穿連身服，規定他們也要穿著裙子。1924年3月27日的《紐約時報》上寫道：「官方規定，緊身褲的底部不得低於膝蓋以上4英寸，而裙子底部不得高於膝蓋以上7英寸。」在前幾年的禁令，可允許光著腿的。此外，大西洋城通過了一項「雨衣法」（macintosh law），要求任何穿著沙灘裝的人都必須穿著一件至少伸到膝蓋的外套。《Times》報道說，警察拒絕了數百名想要洗澡的人。「市長愛德華·L·巴德下令採取這一行動，因為有人抱怨說，洗澡者有時不穿衣服，以至於不雅，而在其他情況下，他們的濕衣服是惹人討厭的。」

## 逝世
巴德在1927年1月中期患上了胃病。醫生最初並沒有將其診斷為闌尾炎，因為他的闌尾位於左側，而不是軀幹的右側。起初他被要求在家休息，後來被移到城市醫院接受手術。為了加速他的康復，市警察在醫院前的街道上散開，以防止任何不必要的噪音。
由於他體格強健，最初有很好的恢復機會，但巴德的病情惡化，並於1927年1月29日晚上由一名神父進行最後的儀式。他的家人在床邊守夜，也有一些當地高官加入，包括委員安東尼·魯夫（Anthony Ruffu）（接替巴德成為市長）、議員Anthony Siracusa和政治掮客努基·強森。
就在午夜前，巴德去世。
他的遺體安放在他所加入的聖尼古拉斯托倫蒂諾教堂，然後運到一個五英里長的隊伍中沿著White Horse Pike進入聖十字公墓（Holy Cross Cemetery）。不同種族背景的送葬者哀悼他的逝世，該市的所有企業在葬禮期間都關閉了兩個小時，以作尊重。

## 流行文化
HBO電視劇《酒私風雲》中，由演員凱文·奧羅克飾演巴德。